# Martin Warnke (Informatiker)

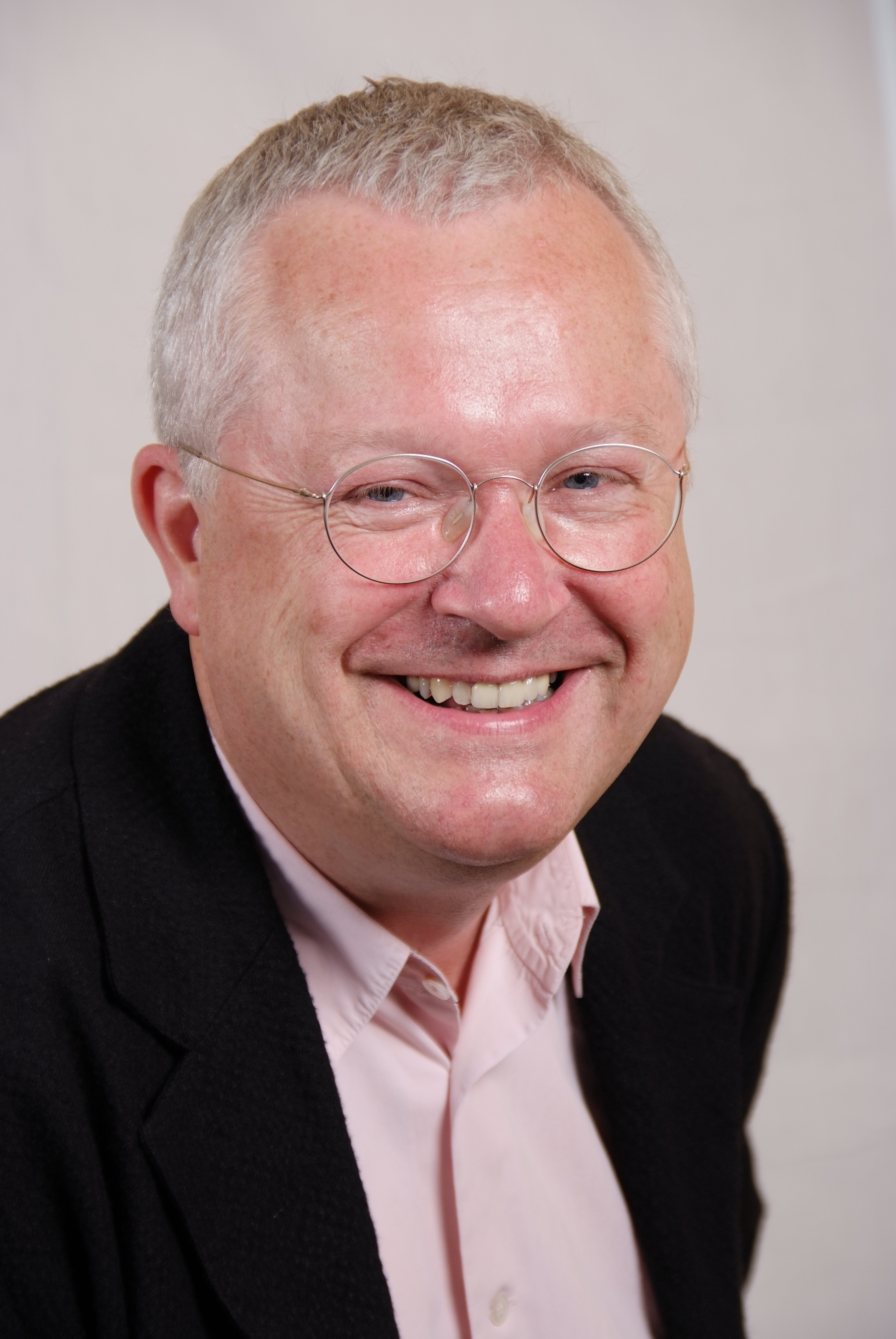
Martin Warnke (2010)

Martin J. Warnke (* 3. August 1955 in Berlin-Kreuzberg) ist ein deutscher theoretischer Physiker und Informatiker. Er ist Professor für digitale Medien und Kulturinformatik am Institut für Kultur und Ästhetik Digitaler Medien (ICAM) der Leuphana Universität Lüneburg und Direktor der DFG-Forschergruppe „Medienkulturen der Computersimulation“.

## Leben
Martin J. Warnke besuchte die Leibniz-Schule in Berlin-Kreuzberg, die er 1974 mit dem Abitur abschloss. 1975 nahm er ein Studium für Physik und Mathematik an der Freien Universität Berlin auf. 1977 wechselte er an die Universität Hamburg, wo er sein Studium fortführte und 1981 abschloss. 1984 wurde er im Fachbereich Physik der Universität Hamburg mit einer Dissertation zum Thema „Untersuchungen zu kollektiven Moden in suprafluidem 3He-B in starken Magnetfeldern und zum Paschen-Back Effekt der hochfrequenten Modenquintupletts“ promoviert.
Ab November 1979 war Warnke, damals noch Student an der Uni Hamburg, wiss. Hilfskraft von Diethelm Stoller im Fach „Mathematik“ der Hochschule Lüneburg (heute Leuphana Universität Lüneburg). Das mit einer Anfangsausstattung eines Hewlett-Packard-Tischrechners so gegründete Rechenzentrum der Hochschule Lüneburg wurde 1981 – später mit Michael Riebau und Martin Schreiber – mit der Nutzung einer Siemens BS2000 und dem Betrieb von Radio Shack TRS-80-Computern betraut. Aus dieser Einrichtung entstand Mitte der 90er Jahre das Rechen- und Medienzentrum der Universität Lüneburg, welches über seine Funktion als Rechenzentrum hinaus deutschlandweit als kultur- und medienwissenschaftlich interessierte Einrichtung wahrgenommen wurde. In jener Zeit wurde hier der Begriff der Kulturinformatik geprägt.
1984 wurde Warnke  Akademischer Rat für Informatik an der Universität Lüneburg und war an der Gründung des Faches „Kulturinformatik“ am Fachbereich „Kulturwissenschaften“ beteiligt. Zwischen 1997 und 2010 war er Leiter des Rechenzentrums der Universität Lüneburg. In der Gesellschaft für Informatik war Warnke zwischen 1991 und 2004 der Sprecher der Fachgruppe „Computer als Medium“ und zwischen 2001 und 2008 des Fachbereichs „Informatik und Gesellschaft“. Er ist einer der Mitbegründer und -veranstalter der zwischen 1991 und 2015 veranstalteten Tagungsreihe HyperKult. 1993 veranstaltete er gemeinsam mit Martin Schreiber, Diethelm Stoller und Karl Clausberg die Konferenz „Interface II – Weltbilder-Bildwelten. Computergestützte Visionen“.
2008 habilitierte Warnke sich an der Fakultät Umwelt und Technik der Leuphana Universität Lüneburg mit dem Lehrgebiet Informatik/Digitale Medien. 2010 gründete er gemeinsam mit Rolf Großmann das Institut für Kultur und Ästhetik Digitaler Medien an der Fakultät Kulturwissenschaften, wo er seitdem eine Professur für digitale Medien und Kulturinformatik innehat. Zwischen 2012 und 2014 leitete er das DFG-Projekt „Meta-Image. Forschungsumgebung für den Bilddiskurs in der Kunstgeschichte“. Seit 2013 ist Warnke gemeinsam mit Claus Pias Direktor der DFG-Kollegforschergruppe „Medienkulturen der Computersimulation“ (mecs).
Warnke ist Vorsitzender des Kunstvereins Springhornhof in Neuenkirchen.

## Werk und Bedeutung
Gemeinsam mit Wolfgang Coy, Georg Christoph Tholen u. a. war Martin Warnke in den 1990er Jahren an der Gründung des interdisziplinären Lehr- und Forschungsbereichs Kulturinformatik beteiligt. Er gehört damit zu den ersten Informatikern im deutschsprachigen Raum, die sich mit medien- und kulturwissenschaftlichen Fragen zum Thema „Digitale Medien“ auseinandergesetzt haben. Mit dem Institut für Kultur und Ästhetik Digitaler Medien gründete er gemeinsam mit Rolf Großmann das erste kulturwissenschaftliche Institut im deutschsprachigen Raum, das sich explizit mit der Erforschung Digitaler Medien befasst.
In seinen Arbeiten wurde Warnke stark von der konstruktivistischen Theorie Heinz von Foersters, der Systemtheorie Niklas Luhmanns sowie dem Werk Friedrich Kittlers beeinflusst. Er hat zahlreiche Aufsätze zur Geschichte und Theorie des Computers als Medium, des Internets und des Mediengebrauchs in der Kunstgeschichte veröffentlicht.
Eine zentrale Frage seiner zahlreichen Projekte und Veröffentlichungen in den letzten Jahrzehnten betrifft die Möglichkeit der Vernetzbarkeit und Annotierbarkeit digitaler bzw. digitalisierter Bilder nach dem Vorbild von Hypertext-Strukturen im World Wide Web. So hatte er gemeinsam mit Carmen Wedemeyer bereits im Jahr 1989 die Idee, mit der Software Hyper-Card eine Online-Dokumentation der Ebstorfer Weltkarte zu erstellen. Nach der Fertigstellung dieses Projektes widmeten sich die beiden im Rahmen eines Anschlussprojektes der Erstellung eines hypermedialen Bild-Text-Archivs der Künstlerin Anna Oppermann, welches u. a. im Jahr 2004 anlässlich der Wiedereröffnung der Anna Oppermann-Räume in der Kunsthalle Hamburg  vorgestellt wurde. Aus diesen beiden Projekten entwickelten sich das vom BMBF zwischen den Jahren 2006 und 2009 geförderte Forschungsprojekt HyperImage sowie das von der DFG zwischen den Jahren 2012 und 2014 geförderte Projekt Meta-Image.

## Schriften

### Monographien und Herausgaben
- Informatik: elementare Einführung in Entwurf, Analyse und maschinelle Verarbeitung von Algorithmen. Oldenbourg Wissenschaftsverlag, München 1989.
- mit Wolfgang Coy und Georg Christoph Tholen (Hrsg.): HyperKult: Geschichte, Theorie und Kontext digitaler Medien. Stroemfeld, Basel 1997.
- mit Claus Pias und U. M. Schneede (Hrsg.): Anna Oppermann in der Hamburger Kunsthalle. Hamburger Kunsthalle, Hamburg 2004.
- Der Zeitpfeil im Digitalen: Synthese, Mimesis, Emergenz. Stiftungs-Verbundkolleg Informationsgesellschaft, Berlin 2004.
- mit Wolfgang Coy und Georg Christoph Tholen (Hrsg.): HyperKult II: zur Ortsbestimmung analoger und digitaler Medien. transcript Verlag für Kommunikation, Kultur und soziale Praxis, Bielefeld 2005.
- Theorien des Internet zur Einführung. Junius Verlag, Hamburg 2011. (Zur Einführung)
- mit Anne Dippel: Tiefen der Täuschung. Computersimulation und Wirklichkeitserzeugung., Matthes & Seitz, Berlin 2022, ISBN 978-3-7518-0334-2.

### Wichtige Aufsätze
- Ästhetik des Digitalen: Das Digitale und die Berechenbarkeit. In: Zeitschrift für Ästhetik und Allgemeine Kunstwissenschaft. 59/2, Felix Meiner Verlag, Hamburg 2014.
- Databases as citadels in the web 2.0. In: G. Lovink, M. Rasch (Hrsg.): Unlike Us Reader: Social Media Monopolies and the Their Alternatives. Institute of Network Cultures, Amsterdam 2013, S. 76–89.
- God Is in the Details, or The Filing Box Answers. In: O. Grau, T. Veigl (Hrsg.): Imagery in the 21st Century. The MIT Press, Cambridge, USA 2011, S. 339–348.
- Size does matter. In: C. Pias (Hrsg.): Zukünfte des Computers. Diaphanes Verlag, Zürich 2005, S. 17–28.
- Das Medium in Turings Maschine. In: M. Warnke, W. Coy, G. C. Tholen (Hrsg.): HyperKult: Geschichte, Theorie und Kontext digitaler Medien. Stroemfeld, Basel 1997, S. 69–82.
- Computer als Medium. In: Zeitschrift für Semiotik. 15, 1993, S. 448–449.

## Vorträge und Interviews
- Vortrag (Video) Synthese, Mimesis, Emergenz
- Vortrag (Video) Motive vernetzen – Meta Image als Bild-Zettelkasten
- Vortrag (Video) Datenbanken als Zitadellen des Web 2.0
- Interview (Video) What are Digital Cultures?